# Octolasmis forresti
Octolasmis forresti är en kräftdjursart som först beskrevs av Stebbing 1894.  Octolasmis forresti ingår i släktet Octolasmis och familjen Poecilasmatidae. Inga underarter finns listade i Catalogue of Life.